# 副田義也
副田 義也（そえだ よしや、1934年10月17日 - 2021年10月8日）は、日本の社会学者・漫画評論家。筑波大学名誉教授。

## 経歴
東京生まれ。父は牧師・副田正義（1906年-2004年、青山学院神学部卒業）。
1953年、東京都立新宿高等学校卒業。
1957年、東京大学文学部社会学科卒業。
1959年、同大学院社会科学研究科修士課程修了。
1995年、「生活保護制度の社会史」で東京大学より博士（社会学）の学位を取得。
1959-1966 日本社会事業大学 嘱託・助手・講師・助教授。
1966-1977 東京女子大学助教授・教授。
1977-1998 筑波大学 教授  1995年、副学長。
1998-2010 金城学院大学教授。

## 人物
- 若い頃は小説も書き、同人誌「クライテリオン」「青銅文学」に参加。1957年、『闘牛』で第38回芥川賞候補[5]、第4回同人雑誌賞受賞[6]。
- 早くから漫画評論に手を染め、多くは雑文レベルであった当該分野に散文芸術の可能性を示す。
- 『ドラえもん』小学館コロコロ文庫版 6巻（1994年）の解説を書いている。
- 2004年、福祉社会学会創立、初代会長に就任[7]。2期4年つとめる。その後も政治社会学、教育社会学、福祉社会学、死の社会学の諸分野で活発な研究・執筆活動をつづけた。
- 田多英範[8]や韓栄恵[9]、鍾家新[10]や藤村正之[11]を指導した[12]。

## 著書
- 『魅惑の少年マンガ』川島書店 1968
- 『コミュニティ・オーガニゼイション』誠信書房 1968
- 『現代マンガ論』日本経済新聞社 1975
- 『家庭教育ノート』第三文明社 1975
- 『遊びの社会学 ニュー・ジェネレーション研究』日本工業新聞社 1977
- 『マンガ文化』紀伊国屋書店 1983
- 『生活の社会学』放送大学 1985
- 『世界子どもの歴史 11 現代』第一法規出版 1986
- 『日本文化試論 ベネディクト『菊と刀』を読む』新曜社 1993
- 『生活保護制度の社会史』東京大学出版会 1995
- 『教育勅語の社会史 ナショナリズムの創出と挫折』有信堂高文社 1997
- 『あしなが運動と玉井義臣 歴史社会学的考察』岩波書店 2003
- 『死者に語る 弔辞の社会学』ちくま新書 2003
- 『内務省の社会史』東京大学出版会 2007
- 『福祉社会学宣言』岩波書店 2008
- 『教育基本法の社会史』有信堂高文社 2012
- 『福祉社会学の挑戦　貧困・介護・癒しから考える』岩波書店 2013
- 『生活保護制度の社会史 増補版』東京大学出版会 2014

### 共著・編著
- 『社会福祉の方法』木田徹郎,竹中和郎共編 誠信書房 1966
- 『福祉社会学』松原治郎共編 川島書店 1966
- 『白土三平選集』大島渚,尾崎秀樹共編、全16巻　秋田書店 1969-1970
- 『生活構造の理論』青井和夫,松原治郎 有斐閣 1971
- 『都市化社会と人間』奥田道大,高橋勇悦 日本放送出版協会 1975
- 『現代社会学』 日本放送出版協会 1975
- 『社会福祉の社会学』 一粒社 1976
- 『現代歌謡の社会学』 日本工業新聞社 1975
- 『現代まんがシアター2『萩尾望都』』面川ユリア,綾瀬幾,鈴木志郎康,一柳芳栄,斉藤裕美子,草森紳一,広瀬倫子 清山社 1979
- 『日本文化と老年世代』 中央法規出版 1984
- 『日本人の自画像』NHK世論調査部共編 日本放送出版協会(NHK市民大学)　1985
- 『福祉と関連サービス』福田垂穂共編 中央法規出版 1988
- 『社会問題の社会学』 サイエンス社 1989
- 『現代家族と家族政策』樽川典子共著 ミネルヴァ書房 2000
- 『死の社会学』 岩波書店 2001
- 『21世紀への橋と扉 展開するジンメル社会学』居安正,岩崎信彦共編 世界思想社 2001
- 『ゲオルク・ジンメルと社会学』居安正,岩崎信彦 世界思想社 2001
- 『ケアその思想と実践』全6巻 上野千鶴子,大熊由紀子,大沢真理,神野直彦共編 岩波書店 2008
- 『内務省の歴史社会学』編 東京大学出版会 2010
- 『シリーズ福祉社会学 2 闘争性の福祉社会学 ドラマトゥルギーとして』編  東京大学出版会 2013

## 論文
- 副田義也